# Eleanor Fitzgerald
Mary Eleanor Fitzgerald (Deerfield, 16 de marzo de 1877 - Hancock, 30 de marzo de 1955) fue una editora y profesional del teatro estadounidense, más conocida por su asociación con los anarquistas Emma Goldman y Alexander Berkman, así como con el colectivo de artistas Provincetown Players.

## Trayectoria
Fitzgerald, hija de Ada y James Fitzgerald, nació en Deerfield y creció en Hancock. Comenzó como profesora a los 16 años con la intención de convertirse en misionera antes de dejar la Iglesia Adventista del Séptimo Día. Más tarde trabajó como contable, agente y publicista en una agencia de conferenciantes en Kansas City, en Misuri.
En 1913, se mudó de Chicago a Nueva York con Ben Reitman y estuvieron viviendo con Emma Goldman. Fitzgerald se convirtió en editora ayudante de la revista Mother Earth junto a Goldman. En 1914, participó en los mítines de Union Square contra el desempleo. También en esa época fue miembro del Club Heterodoxy. En 1915, se trasladó con Alexander Berkman a San Francisco y juntos publicaron The Blast. Cuando en 1917 Goldman y Berkman fueron arrestados, fue Fitzgerald quien pagó su fianza. Colaboró en la fundación de la Liga por la Amnistía de los Presos Políticos y, durante un breve periodo de tiempo, estuvo implicada como conspiradora en el atentado de Preparedness Day, por el que fueron condenados Thomas Mooney y Warren Billings.
En 1918, tras conocer a Stella Cominsky Ballantine, sobrina de Emma Goldmann, pasó a trabajar en el ámbito teatral. En 1920, desempeñó diversas tareas en el colectivo de artistas Provincetown Players, llegando incluso a ser su directora ejecutiva. Según la escritora Agnes Boulton, Fitzgerald se implicó con los Provincetown Players hasta el punto de darles todo cuanto tenía: "su salud, su tiempo, su cálida devoción y hasta su vida entera". La historiadora del teatro Stella Hanau destacó que "estaban tan estrechamente ligados que Fitzi sin los Provincetown habría sido una persona diferente y los Provincetown sin Fitzi serían inimaginables".
Posteriormente, trabajó con el Dramatic Workshop en la New School for Social Research y con otras producciones en la ciudad de Nueva York.

## Vida personal
Fitzgerald era una mujer llamativa, alta y pelirroja.  Mantuvo relaciones sentimentales con Ben Reitman y Alexander Berkman durante su década de activismo político, y tuvo una breve pero apasionada relación con el cantante de ópera Mischa-Leon antes de su repentina muerte en 1924.  Durante muchos años, vivió con Pauline Turkel, compañera suya de activismo, en el Greenwich Village, donde fueron anfitrionas de los escritores Hart Crane y Djuna Barnes, entre otros de sus muchos huéspedes.
Fitzgerald murió de cáncer en la primavera de 1955 en Hancock, Wisconsin, a la edad de 78 años.  Sus papeles personales se conservan en la Universidad de Wisconsin-Milwaukee.